# Landing Sané
Pour les articles homonymes, voir Landing Sané (personnalité politique) et Sané.
Landing Sané, né le 19 décembre 1990 à Ermont dans le Val-d'Oise, est un joueur français de basket-ball. Il évolue au poste de pivot.

## Biographie
Il s'engage le 29 septembre 2017 avec le Pallacanestro Reggiana, en Serie A. Il quitte le club italien le 3 janvier 2018 et rejoint le même jour le BC Andorre.
Au mois de juin 2020, il s'engage avec Orléans pour la saison 2020-2021 de Jeep Élite.
En janvier 2022, Sané rejoint l'Élan béarnais Pau-Lacq-Orthez, en première division française.

## Équipe de France
Le 6 mai 2014, il fait partie des remplaçants de la liste des seize joueurs pré-sélectionnés pour l'équipe de France A' pour effectuer une tournée en Chine et en Italie durant le mois de juin.

## Palmarès
- Élan béarnais Pau-Lacq-Orthez : Coupe de France 2022